# グレン・モーガン
グレン・モーガン（Glen Morgan）はアメリカ合衆国のテレビプロデューサー・脚本家・映画監督。

## 経歴
ジェームズ・ウォンと共に『Xファイル』や『ファイナル・デスティネーション』などの脚本を書いていることで知られる。
2007年5月、『ハリウッド・リポーター』誌は、モーガンが製作総指揮としてNBCの『BIONIC WOMAN バイオニック・ウーマン』（リメイク版）の製作チームに加わったと報じたが、9月には『バラエティ』によって「創造性の違い」によって番組を離れたと報じられた。

## 私生活
『宇宙の法則』の製作に携わっていた際、クリスティン・クロークと結婚した。

## フィルモグラフィ
- ブロークン・ジェネレーション/撲殺!射殺!極限の暴力少年たち The Boys Next Door (1985) 脚本
- ファイナル・デスティネーション Final Destination (2000) 製作・脚本
- ザ・ワン The One (2001) 製作・脚本
- ウィラード Willard (2003) 監督・製作・脚本
- ファイナル・デッドコースター Final Destination 3 (2006) 製作・脚本
- ファイナル・デッドコール 暗闇にベルが鳴る Black Christmas (2006) 監督・製作・脚本

### テレビシリーズ
- 21ジャンプストリート 21 Jump Street (1989-1990) 計12話脚本
- ザ・コミッシュ The Commish (1991-1993) 計8話脚本
- 宇宙の法則 Space: Above and Beyond (1995-1996) 企画・製作総指揮・計10話脚本
- Xファイル The X-Files (1993-1997) 計37話共同製作総指揮・計15話脚本
- ミレニアム Millennium (1996-1998) 計13話製作総指揮・計15話脚本
- 霊能者アザーズ The Others (2000) 計13話製作総指揮・計5話脚本
- BIONIC WOMAN バイオニック・ウーマン Bionic Woman (2007) 計7話製作総指揮
- THE RIVER 呪いの川 The River (2012) 計7話共同製作総指揮・第1シーズン第3話「モルセゴスの裁き」脚本
- Xファイル The X-Files (2016) 計6話共同製作総指揮・第2話「Home Again」監督・脚本
- トワイライト・ゾーン The Twilight Zone （2019- ）製作総指揮・脚本